# Sayaka Osakabe
Sayaka Osakabe (小酒部 さやか, Osakabe Sayaka) est une  militante sociale pour les droits des femmes japonaise qui agit pour la défense des droits des femmes.

## Biographie

### Enfance et formation
Sayaka Osakabe naît le 29 mai 1977, à Kawasaki (préfecture de Kanagawa), au Japon. Elle est l'aînée d'une famille japonaise appartenant à la classe moyenne et dont le père est un salarié du secteur privé et la mère femme au foyer.
En 1999, elle abandonne des études de droit entamées à l'université Meiji Gakuin et s'inscrit à l'Académie des beaux-arts Suidōbata, une école d'art de l'enseignement professionnel. En mars 2005, elle sort diplômée en design graphique de l'université des beaux-arts Tama.

### Carrière professionnelle
En 2005, Sayaka Osakabe est embauchée comme conceptrice en communication visuelle par l'agence de publicité japonaise Asatsu-DK. Elle démissionne deux ans plus tard et commence à enchaîner des emplois à temps partiel,.
En 2012, Sayaka Osakabe rejoint la rédaction d'un éditeur de presse magazine. Soucieuse de préserver son poste, elle s'investit dans son travail, jusqu'au surmenage professionnel. En octobre 2012, elle fait une fausse couche,. Malgré la pression qu'elle subit sur son lieu de travail, elle est de nouveau enceinte l'année suivante. Sommée de démissionner, elle tente de se maintenir à son poste. Fin 2013, elle fait une seconde fausse couche,,. Elle se retourne contre son employeur, en lançant une action en justice. Elle obtient gain de cause en 2014, sous forme d'indemnités et d'une lettre dexcuses.

### Engagement contre le harcèlement maternel
En juillet 2014, elle crée le site web MataharaNet,. Elle y publie des informations et des témoignages sur le matahara, un néologisme qu'elle a forgé pour désigner le « harcèlement maternel » dont elle a été elle-même victime,,. Les réseaux sociaux, puis les médias nationaux s'emparent du sujet,. Fin 2014, via sa plateforme internet, l'ONG MataharaNet fondée par Sayaka Osakabe apporte son soutien à une femme kinésithérapeute victime de matahara sur son lieu de travail et dont les recours légaux locaux sont épuisés. Le cas de la praticienne hospitalière, rétrogradée car tombée enceinte, est porté devant la Cour suprême du Japon. Celle-ci rend un véridique favorable à la plaignante, précisant ainsi l'illégalité spécifique du harcèlement maternel,.
Le 6 mars 2015, le département d'État des États-Unis récompense l'engagement de Sayaka Osakabe dans la lutte contre le matahara en lui décernant le prix international de la femme de courage,,.